# 紐黑文 (紐約州)
紐黑文（英語：New Haven）是一個位於美國紐約州奧斯威戈縣的鎮。

## 人口
根據2020年美國人口普查的數據，紐黑文的面積為86.54平方千米，當中陸地面積為80.54平方千米，而水域面積為6.00平方千米。當地共有人口2931人，而人口密度為每平方千米34人。